# Tony Cowell
Tony Cowell (* 1950) ist ein englischer Schriftsteller, Journalist und Radiomoderator. Zusammen mit seinem Bruder Simon Cowell schrieb er die Biografie I Don't Mean to be Rude, but ...

## Arbeit
Tony Cowell ist ein Klatsch-Kolumnist für das Women's Own Magazine. Er moderiert regelmäßig beim amerikanischen Radiosender CBS Radio. Er führt das Netzwerk The Fame Game und führt in The Cowell Factor durch die internationalen Musik-Charts.

## Publikationen
- I Hate to Be Rude, But . . .: The Simon Cowell Book of Nasty Comments (2006)
- Is It Just Me Or Is Everyone Famous?: From A-List to Z-List and How to Make it Yourself (2006)
- The Secret Diary of Simon Cowell (2008)